# 戸畑区
戸畑区（とばたく）は、北九州市を構成する7区の行政区の一つである。
区域は旧・戸畑市にあたる。

## 地理
北九州市の中央部に位置している。区域北部・北西部の海岸は洞海湾に面し、洞海湾の対岸の若松区とは若戸大橋と若戸トンネルなどで結ばれている。北東部は響灘・関門海峡に面している。北九州市の行政区のうち最も面積の小さい区である。区域北部にある日本製鉄八幡製鐵所戸畑地区が区の面積の約半分を占める。

## 歴史
名護屋崎、牧山古墳の古墳群において、約1400年前の人骨、鏡、銀鏡、土器の副葬品が発見されている。日本書紀では戸畑は「名護屋」として登場している。
戸畑（とばた）の地名が確認できる最古の資料は、1396年（応永3年）の麻生氏の所領目録「惣諸浦塩浜其外所々目録（そうしょうらしおはまそのほかしょしょもくろく）」において、「戸畑浦」として登場しているものである。一方、奈良時代に記された万葉集には「飛幡（とばた）の浦」として、筑前風土記には、「鳥旗（とりはた）」として登場している。
旧戸畑市は北九州市の前身の5市で唯一、町村制施行以降北九州市発足まで一度も合併を経験しなかった。
- 1515年（永正12年）鳥旗町に照養寺建立。
- 1615年（慶長20年）中の島城（80×80メートル）周囲500メートルの島。黒田長政が築いた城が一国一城令で壊される。
- 1701年（元禄14年）筑前国、豊前国の国境が境川に決められる。
- 1788年（寛政元年）天籟寺の六地蔵建立。
- 1803年（享和3年）戸畑祇園大山笠行事が始まる。
- 1874年（明治7年）鳥旗小学校（戸畑）が開校。
- 1889年（明治22年）4月1日 - 町村制施行により、遠賀郡戸畑村・中原村が合併し戸畑村が発足。
- 1899年（明治32年）6月10日 - 町制施行。戸畑町となる。
- 1901年（明治34年）渡し場付近の埋め立て。
- 1902年（明治35年）小倉〜戸畑間に鉄道開通し、戸畑駅が開業。
- 1908年（明治41年）鹿児島本線が戸畑経由となる。
- 1909年（明治42年）戸畑で初めての電灯（800戸）
- 1910年（明治43年）
  - 安川敬一郎・松本健次郎が明治専門学校（現在の九州工業大学）、私立明治尋常小学校（現在の明治学園）を創立。
  - 戸畑鋳物（現・日立金属）が操業（1987年まで）。
- 1912年（大正元年）小倉〜戸畑間に九州電気軌道による路面電車開通（1928年、幸町〜中央町間）大渡川渡船（若戸渡船が就航）
- 1914年（大正3年）旭硝子が操業。
- 1917年（大正6年）日本製鉄八幡製鐵所戸畑地区の前身・東洋製鉄が操業開始。
- 1922年（大正11年）中原海水浴場が出来る。（当時は松原と白浜の海岸）
- 1924年（大正13年）9月1日 - 市制施行により、戸畑市となる。
- 1929年（昭和4年）
  - 共同漁業（現在の日本水産）が下関から進出。以後は遠洋基地、捕鯨基地として栄える。
- 1930年（昭和5年）戸畑市役所新築完成。博覧会を開催。
  - 4月2日若戸渡船転覆。死者73人。
- 1931年（昭和6年）大谷浄水場が完成。水道が敷かれる。
- 1932年（昭和7年）土地区画整理事業を始める。〜昭和47年。
- 1933年（昭和8年）東洋製罐戸畑工場操業。
- 1934年（昭和9年）若戸渡船に貨物汽船（フェリーの発祥といわれている）。
- 1936年（昭和11年）明治製菓戸畑工場操業開始。
- 1940年（昭和15年）洞海湾の中の島を撤去。
- 1962年（昭和37年）若戸大橋開通。
  - 当時「東洋一の吊り橋」と言われ、開通を記念し、若松、戸畑で「若戸博」を開催。
- 1963年（昭和38年）
  - 2月10日 - 戸畑市が小倉市・八幡市・門司市・若松市との合併により、北九州市の一部となる。
  - 4月1日 - 北九州市が政令指定都市となり、旧戸畑市部分は戸畑区となる。なおこの時、現北九州市役所庁舎完成までの暫定措置として、旧戸畑市役所庁舎が仮市役所となった。また、大字中原の一部が小倉区（のち小倉北区）へ移行。
- 1974年（昭和49年）北九州市立美術館が鞘ヶ谷に開館。
- 1987年（昭和62年）若戸大橋の歩道廃止、車道を4車線に拡幅。
- 1990年（平成2年）新日鉄八幡製鐵所の事務所（総合センター）が八幡東区から戸畑区飛幡町に移転。
- 1997年（平成9年）「戸畑まちづくり構想」策定（2013年までの計画）。
- 1999年（平成11年）戸畑駅が約150m移動、戸畑サティ（現・イオン戸畑ショッピングセンター）オープン。
- 2002年（平成14年）ウェルとばた開館。
- 2007年（平成19年）戸畑区役所が新池1-1-1から千防1-1-1へ移転。新区役所が浅生1号公園に面していることから、外装は戸畑祇園大山笠競演会の有料観客席として整備されており（写真参照）、旧区役所は後に耐震補強などを施し図書館を移転させた。

北九州市の欄も参照。

## 区の概要
戸畑区（旧・戸畑市）は明治の中期までは寒村で、人口も約3,000人であったが、隣接する八幡で1901年八幡製鐵所が操業したことを契機に、1910年に戸畑鋳物（現・日立金属・日産自動車）、1914年に旭硝子（現・AGC）、1921年に八幡製鐵所（現・日本製鉄）など、名だたる大企業が戸畑に進出したことで、工業化が進んだ。市制施行は旧5市の中で最も遅かったが、昭和初期より区画整理事業を積極的に進め、住宅地としての開発が急速に進み、市制施行時の1924年には約38,000人だった人口が1947年には現在の人口よりも多い約68,000人に、5市合併の1963年にはピークの約109,800人となった。
その後は、区内に多く存在した新日鉄（日本製鉄）をはじめとする社宅から北九州市郊外へ持ち家化が進むなどしたため人口は減少し、最近10年間は漸減傾向にある。近年は1999年に日立金属工場跡地へ戸畑サティ（現・イオン戸畑ショッピングセンター）がオープンしたことをきっかけに住宅地として再評価され、マンション開発がさかんに行われている。なお、戸畑区は昼間人口が夜間人口を上回っており、昼夜間人口比率は117.2%（2005年国勢調査）で、小倉北区の134.1%に次いで2番目（北九州市全体では102.3%、100%を超える区は、前出の2区に八幡東区を加えた3区のみ）である。
北九州市では公共施設の削減が喫緊の課題となっているが、そのモデルケースとして、区内にある屋内型の体育施設とプール、テニスコートを一部廃止し、廃止された市立浅生小・中学校跡にこれらを集約した「浅生スポーツセンター」が2016年11月にオープンした。

## 人口の変遷
- 1963年　109,794
- 1965年　105,989
- 1970年　 98,937
- 1975年　 89,427
- 1980年　 80,797
- 1985年　 75,923
- 1990年　 70,637
- 1995年　 66,203
- 2000年　 65,045
- 2005年　 63,714
- 2010年　 61,583
- 2015年　 59,116
- 2020年　 57,260
- 2021年　 57,300

## 教育機関

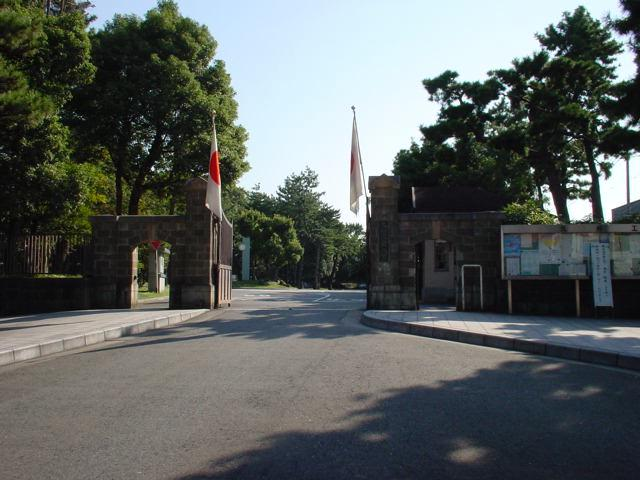
九州工業大学工学部正門

### 大学
- 九州工業大学本部・工学部

### 高等学校
県立
- 福岡県立戸畑高等学校
- 福岡県立ひびき高等学校
- 福岡県立戸畑工業高等学校

市立
- 北九州市立高等学校

私立
- 明治学園高等学校

### 中学校
市立
- 北九州市立中原中学校
- 北九州市立大谷中学校
- 北九州市立高生中学校
- 北九州市立飛幡中学校

私立
- 明治学園中学校

### 小学校
市立
- 北九州市立牧山小学校
- 北九州市立中原小学校
- 北九州市立天籟寺小学校
- 北九州市立鞘ヶ谷小学校
- 北九州市立一枝小学校
- 北九州市立大谷小学校
- 北九州市立あやめが丘小学校
- 北九州市立戸畑中央小学校

私立
- 明治学園小学校

### 幼稚園
私立
- 教学寺幼稚園
- 戸畑天使園
- 宝福寺幼稚園
- 明泉寺幼稚園
- 第二明泉寺幼稚園

### 保育園・保育所
- ナオミ愛児園
- さんろく こどもえん
- 牧山保育園
- さかい川保育園
- 戸畑保育所 わかば園
- はつねほいくえん
- ぷあぷあ保育園
- 北九州市立 天籟寺保育所
- 天籟寺保育所
- 中原保育所
- 西戸畑保育所
- 沢見あやめのもり保育所
- 千防保育所

## 交通
- 人口こそ5万人程度であるが、前述の通り昼間人口が多い都市であり、通勤や通学需要、また若松区の玄関口としてJR戸畑駅の利用者は多く、平成23年度の乗車人員（降車客は含まず）は9963人で九州13位[2]。また区内には非常に高度なバス路線網が形成されている。

### 鉄道
- 九州旅客鉄道（JR九州）
  - 鹿児島本線
    - 九州工大前駅 - 戸畑駅
- その他、山陽新幹線（JR西日本）が小倉駅 - 博多駅間で当区南端を通過しているが、すべてトンネル区間である。

#### 廃止路線
- 西日本鉄道（西鉄）
  - 北九州線
    - 戸畑線
      - 中原 - 工大前 - 三六 - 幸町 - 元宮町 - 戸畑（1985年（昭和60年）10月20日廃止）

    - 枝光線
      - 幸町 - 浅生 - 沖台通 - 牧山（1985年（昭和60年）10月20日廃止）

### バス
- 西鉄バス北九州 - 西鉄グループ。戸畑区内および北九州市内各地と戸畑区を結ぶ路線を運行。区内に戸畑営業所を持つ。
- 北九州市交通局 - 若戸大橋を通り戸畑区と若松区を結ぶ路線を運行。区内に営業所はない。

### 船舶
- 若戸渡船

### 道路
有料道路
- 北九州都市高速道路
  - 2号線
    - 戸畑ランプ - 若戸ランプ - 若戸大橋ランプ

  - 5号線
    - 牧山ランプ

一般国道
- 国道3号
- 国道199号
  - 若戸大橋

主要地方道
- 福岡県道50号八幡戸畑線
- 福岡県道51号曽根鞘ヶ谷線

地域高規格道路
- 新若戸道路（若戸トンネル、北九州市道安瀬戸畑1号線）

## 経済

### 区内に本社を置く主な企業
- 北九州エル・エヌ・ジー
- 光和精鉱
- 第一警備保障
- 大光炉材
- ディー・エー・ピー・テクノロジー
- 戸畑共同火力
- ニッテツ八幡エンジニアリング
- 日本施設協会
- 濱田重工

### 区内に事業所を置く主な企業
- AGC北九州事業所
- 日本製鉄八幡製鐵所
- 日鉄ケミカル&マテリアル九州製造所

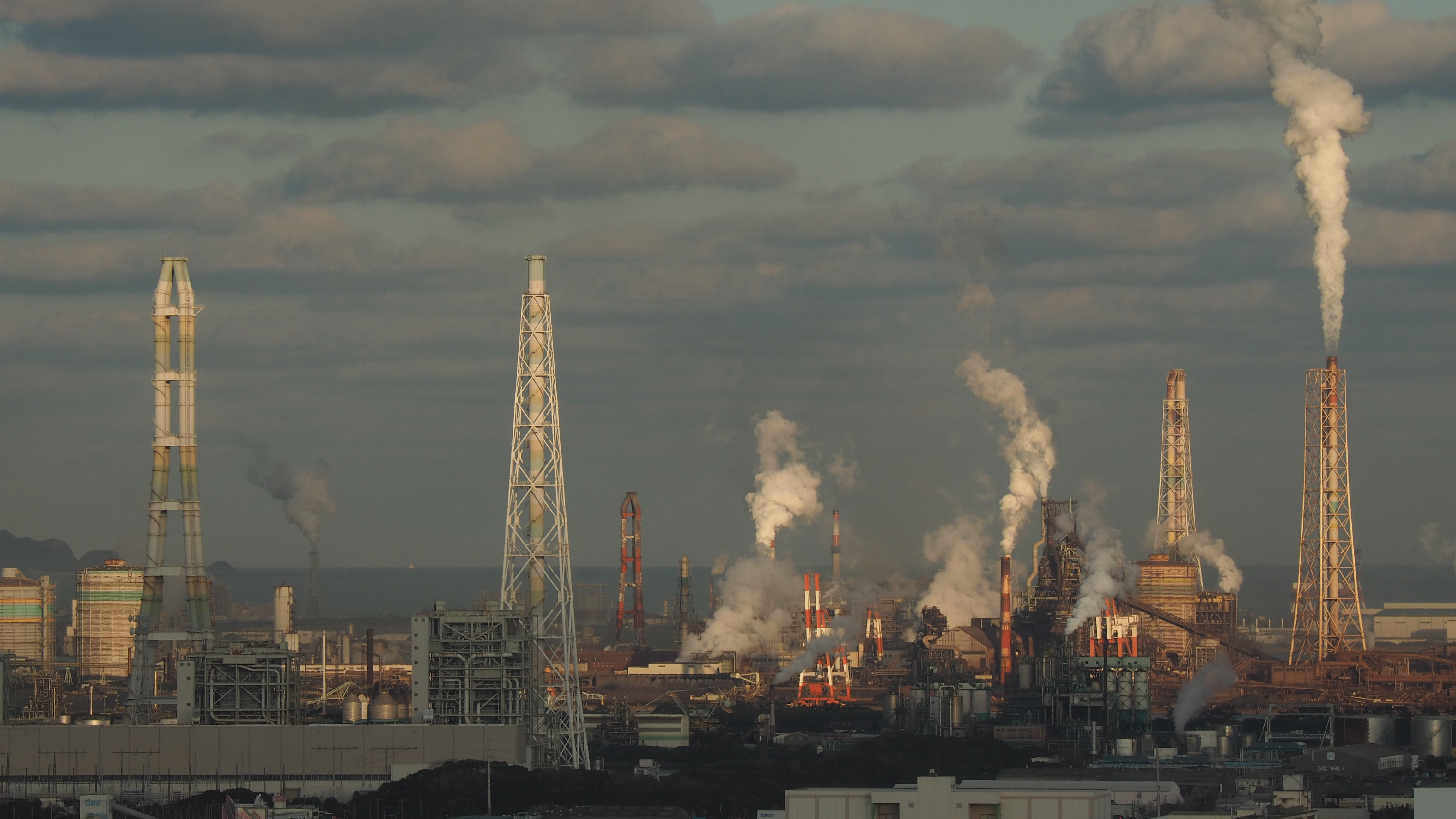
日本製鉄九州製鉄所、八幡地区戸畑構内

- 新日鉄住金エンジニアリング北九州技術センター
- 日鉄住金物産八幡支店
- 日本水産戸畑工場
- 山九九州エリア統括部

### 商業
- イオン戸畑ショッピングセンター
- ショッピングパーク鞘ヶ谷

## 名所・旧跡・観光スポット・祭事・催事
- 北九州市立美術館
- 若戸大橋
- 金比羅山 - 中央公園内。桜・紅葉の名所。高さ125mは区内で最も高い
- 西日本工業倶楽部（旧松本家住宅）（国の重要文化財）
- 旧安川邸
- 都島展望公園 - 桜の名所、洞海湾・区内を一望できる
- 夜宮の大珪化木 - 国の天然記念物
- カイトハウスまごじ - 孫次凧（郷土玩具、セミ等の形をした凧、福岡県知事指定特産工芸品・民芸品）を購入できる。
- ニッスイパイオニア館（日本水産100周年を機に開設された企業博物館）
- 戸畑あやめ公園（4月下旬〜5月上旬にとばたあやめまつり開催）
- 夜宮公園（6月に菖蒲まつり開催）
- くきのうみ花火の祭典（7月）
- 戸畑祇園大山笠（7月第4金〜日、国の重要無形民俗文化財）
- いいっちゃ戸畑ヨイトサまつり（8月下旬）

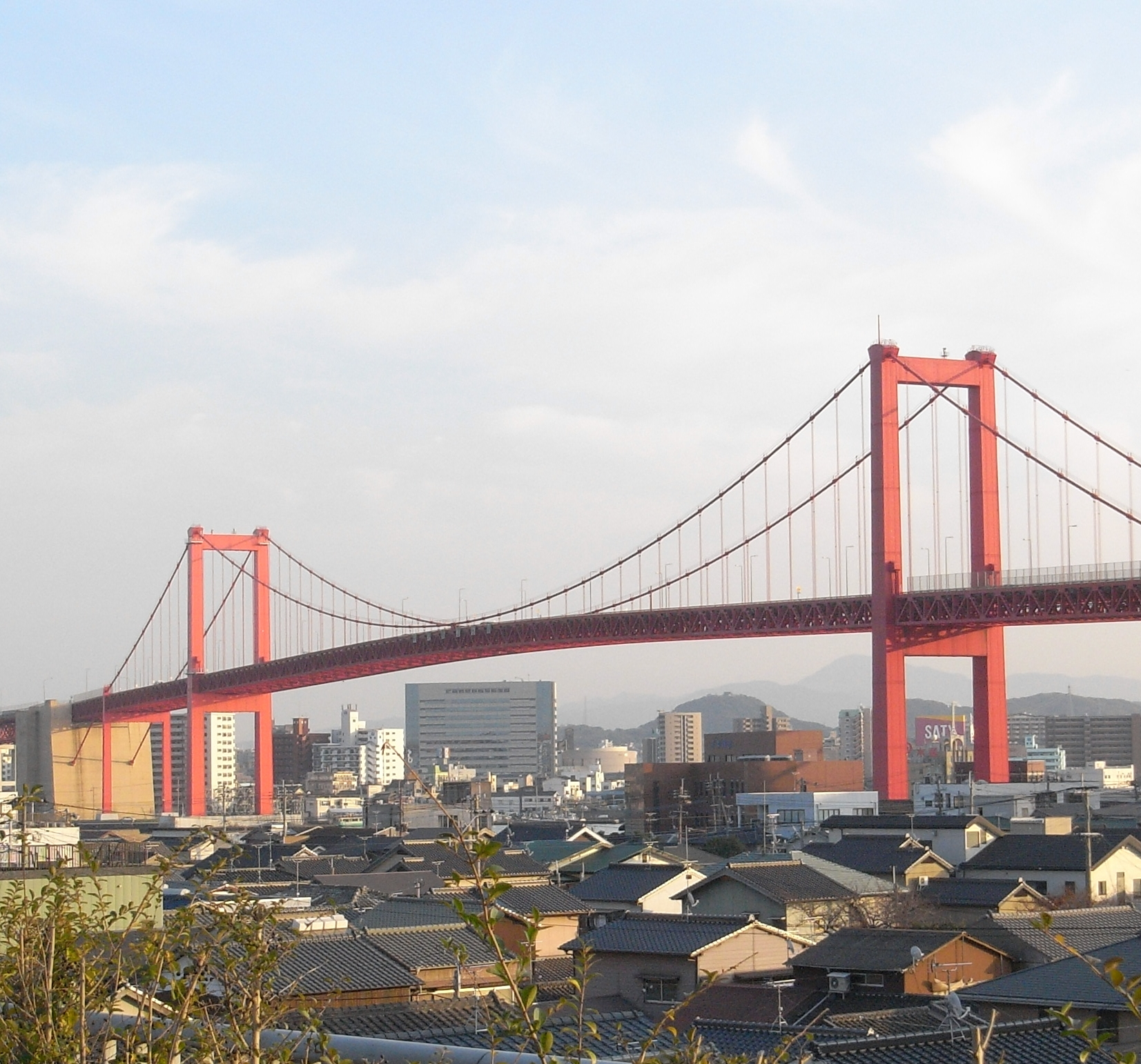
若戸大橋
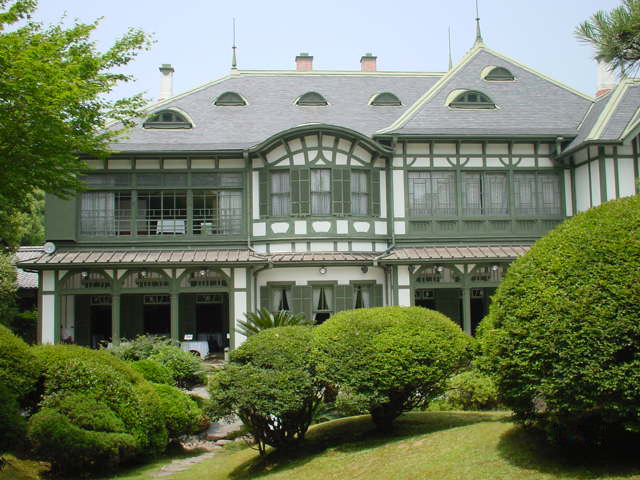
西日本工業倶楽部
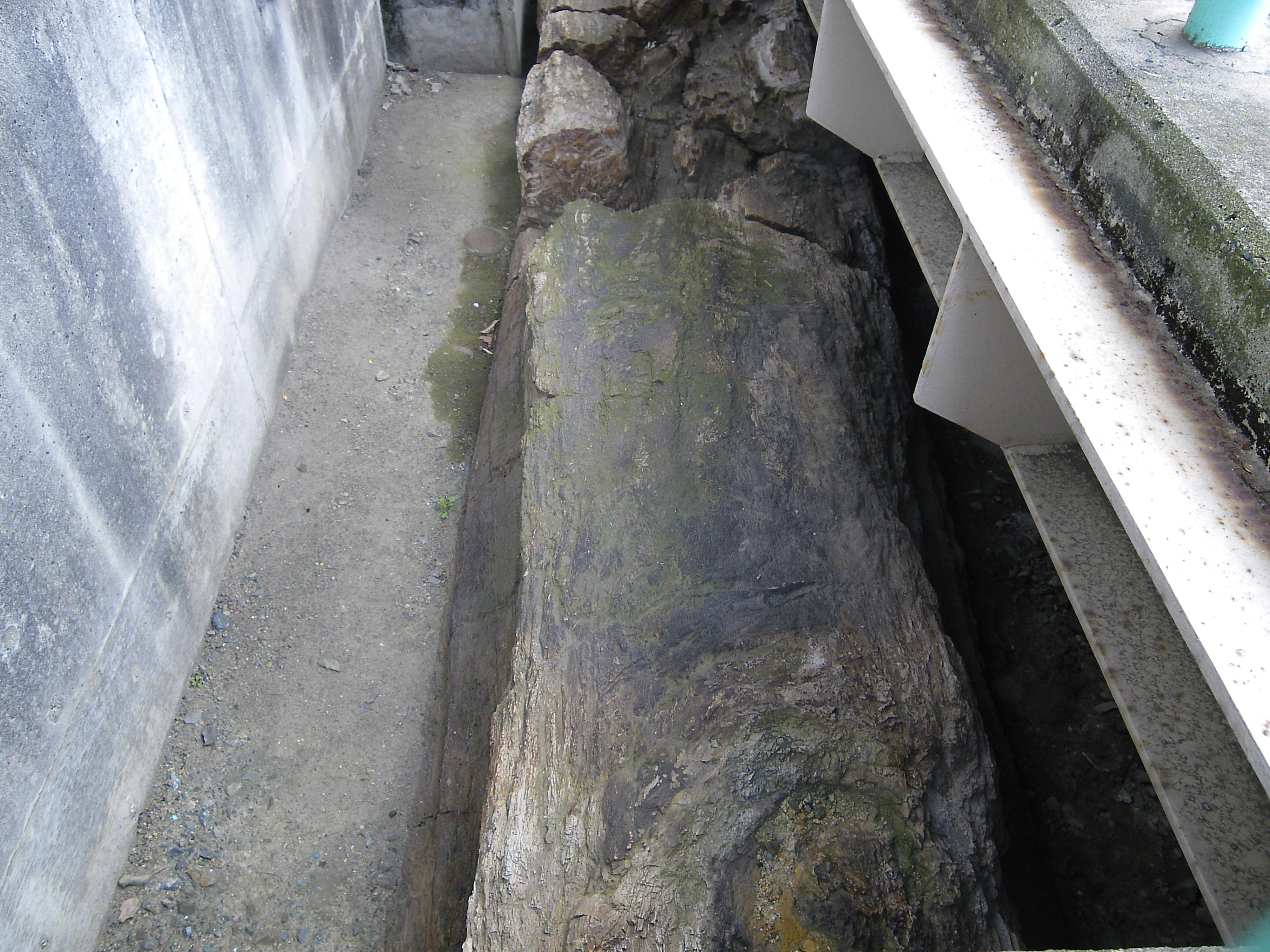
夜宮の大珪化木
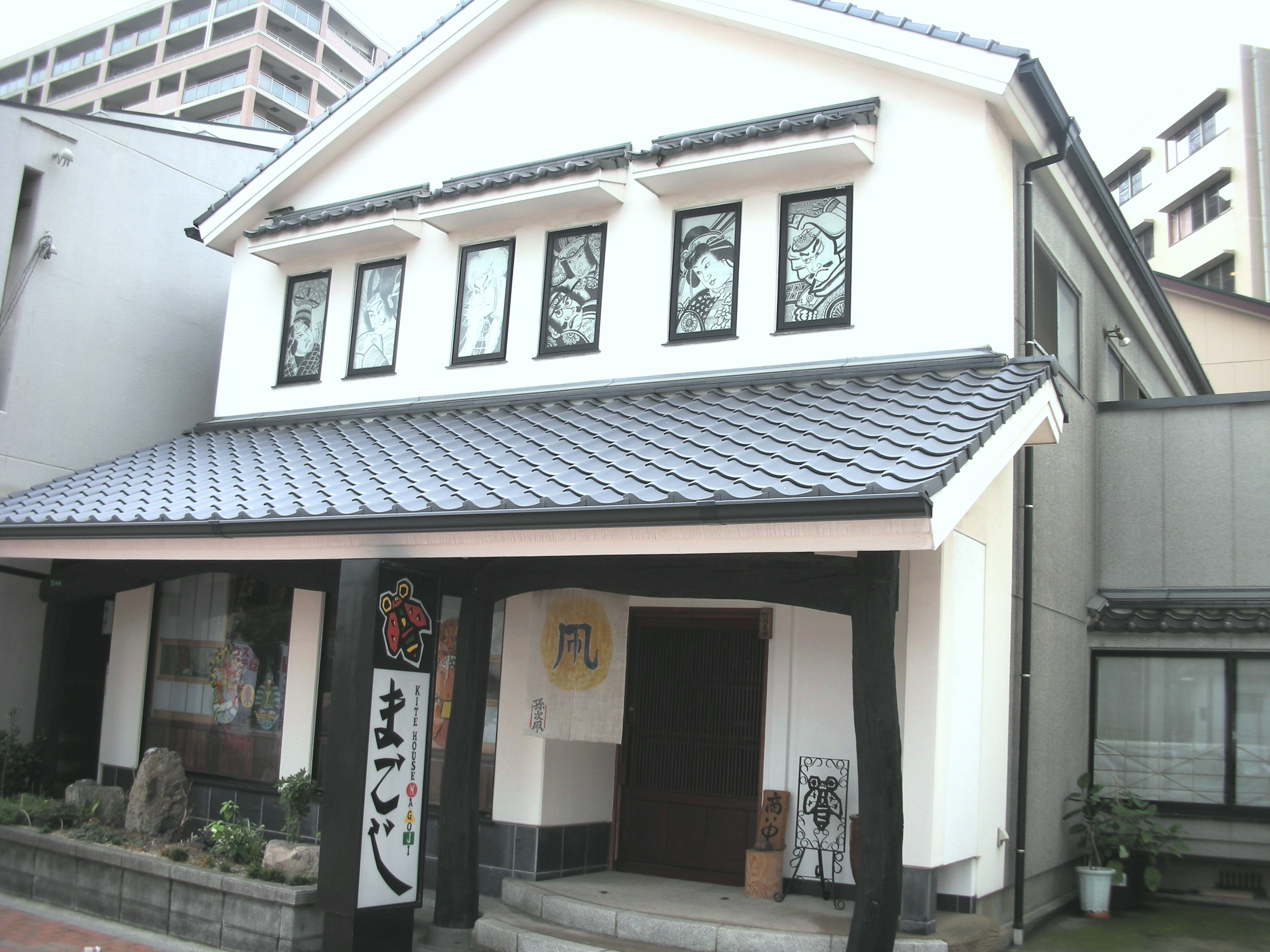
カイトハウスまごじ

## 通信・放送

### JPグループ
大きな事業所は、区内には以下が存在する。
- JP日本郵便 戸畑郵便局（〒804-xxxx）

### 電話
以下に示す市外・市内局番は総務省の 公開情報 による。近年、通信自由化で従来のパターンが通用しなくなっている。
西日本電信電話
- 戸畑…(093)86x (x=1-3)、87x (x=1-3)、88x (x=1-4)

以下、エリア分類不明。
- NTT西日本（ひかり電話） - (093)432、436、453、476、477、482、483
- NTTコミュニケーションズ…(093)330
- NTTドコモ…(093)395
- 九州通信ネットワーク…(093)98x (x=0-2)
- KDDI…(093)55x (x=3-8)、776、777
- ソフトバンク…(093)28x (x=0,4-9)、588、888、889
- UCOM…(093)600
- テクノロジーネットワークス…(093)23x (x=0-6)
- 楽天コミュニケーションズ…(093)238
- ZIP Telecom…(093)766

なお参考までに、西日本電信電話における一般的な割り当てルールは以下の通り。
- 2xy…中間市・遠賀郡
- 3xy…門司区
- 5xy…小倉北区
- 7xy…若松区

携帯電話については、NTTドコモ、au by KDDI、SoftBankとも区内ほとんどの地域で利用可能となっているが、山間部で繋がらない地域がある。世代交代が進められていることもあり、3G（第三世代）以降のサービスのみについてエリア拡大のため基地局整備等が進められている。

### 新聞社
区内に拠点は無く、小倉北区にある重要拠点が直接取材を行う。

### 放送
区内に放送局は無い。放送波受信については、テレビとFMラジオ放送は皿倉山の八幡テレビ・FM放送所から出される電波を、AMラジオ放送は、若松区響送信所から出される電波を、直接受信する。
地理的条件からテレビが受信しづらい地区のために、NHK北九州放送局が戸畑・牧山両中継局を設けている。アナログ時代はTVQ九州放送を除く民放4社も中継局を設けていた。

## 出身有名人
- 麻生渡（元福岡県知事、元特許庁長官）
- 足立正生（映画監督、パレスチナ解放人民戦線・日本赤軍のメンバー）
- F.King Toggy（DJ、パーソナリティー、ローカルタレント、ミュージシャン
- 恵良敏彦（プロボクサー、第35代タイ国フライ級チャンピオン）
- 梅田彩佳（女優、元AKB48メンバー）
- 宗左近（詩人）
- タナダユキ（映画監督）
- 戸田奈津子（映画字幕翻訳家、通訳、映画翻訳家協会会長）
- 中原麻衣（声優）
- ナガハタゼンジ（ミュージシャン、作詞・作曲家、サウンドプロデューサー）
- 仁比聡平（参議院議員）
- 福地茂雄（元NHK会長、元アサヒビール会長）
- 渕正信（プロレスラー）
- ふとがね金太（俳優）
- 松山恵子（歌手）
- 山本高広（ものまねタレント）
- 横松寿一（元プロ野球選手）
- 三好匠（プロ野球選手）
- 藪正孝（元警察官）
- 早田ひな（卓球選手）